# Éljen a száműzetés!
Az Éljen a száműzetés! Padisák Mihály 1977-ben megjelent ifjúsági regénye. A könyv Kanóc, egy fővárosi diák előre nem látott nyári kalandjait meséli el. A történet a Kanóc, az emberszelídítő (1984) majd a Kanóc, az életművész (1987) kötetekben folytatódik.

## Történet
Kanóc, a problémás budapesti diák és nővére, Ági Jugoszláviában nyaralnak. Egy dalmát kis szigetre utaznak, ahol a fiú kalandokra vágyakozik. Megismerkedik a vendéglősné lányával, Mirellával, akivel feledhetetlen kalandokat él át. A fiú bizonyítani akar önmaga és a környezete előtt is. Legfőbb terve az, hogy szigonnyal cápára vadászhasson az Adrián, és egyedül győzze le a nagy halat. Több próbatételen is keresztülmegy, míg eljön az a lehetőség, hogy valóra váltsa az álmait.

## Szereplők
- Kanóc, 12 éves pesti diák
- Mirella, a vendéglátók lánya
- Ági, Kanóc nővére
- Mária néni (vajdasági magyar), Mirella anyja
- Branko bácsi (horvát-olasz halász), Mirella apja
- Mato, Mirella bátyja
- Erik, a dubrovniki svéd fiú
- Félkezű
- Ito, a kutya

## Kiadások
- Könyvmolyképző Kiadó, Szeged, illusztrálta: Szalay György (2013) ISBN 9789639492011
- Könyvmolyképző Kiadó, Szeged, illusztrálta: Szalay György (2004) ISBN 9639492019
- Könyvmolyképző Kiadó, Szeged, illusztrálta: Szalay György (2003) ISBN 9639492019
- Móra Ferenc Könyvkiadó, Budapest, illusztrálta: Miklosovits László (1977) ISBN 9631109534

## Érdekességek
Kanóc sokat ivott mert azt hitte hogy nem fog tudni inni mert kiteszik a házból.